# Batrisodes angustelytratus
Batrisodes angustelytratus (лат.) — вид мирмекофильных жуков-ощупников (Pselaphinae) из семейства стафилиниды.

## Распространение
Китай, Zhejiang.

## Описание
Мелкие коротконадкрылые жуки. Длина тела 2,2 мм, длина головы 0,5 мм. Основная окраска красновато-коричневая. Усики четковидные, антенномер XI с базальным зубчиком, булава 3-члениковая. Глаза из 45 фасеток. Усики 11-члениковые, брюшко из 5 видимых тергитов. Вертлуги короткие, ноги прилегают к тазикам. Надкрылья в базальной части с 3 ямками. Мирмекофилы, ассоциированы с муравьями Pachycondyla, в земляных гнёздах которых под корнями и были найдены.